# Merry Wind
『Merry Wind』（メリーウィンド）は、山本純二による日本の漫画作品。

## 概要
『週刊少年ジャンプ』（集英社）にて、連載された野球漫画。全11話。単行本2巻に、特別読み切りの「パラドックスの涙」と「咲いていた桜」を収録。

## 登場人物
山川一真（やまかわ かずま）
主人公。清芳高校野球部員で、ポジションは投手。イヌが苦手。かつて塚本勇次と争って、互角と言われた腕前を持つ。弱小の清芳高校を地区一の強豪校にしようと奮闘する。
南風遙香（みなみかぜ はるか）
野球部のマネージャー。かつて、塚本勇次とつきあっていた。最初一真のことをよく思っていなかったが、次第によき理解者となり、ともに清芳野球部存続のために力を合わせるようになっていく。
クロシオ
遙香の飼い犬。もとは塚本勇次に飼われていたが、遙香が引き取った。一真になつこうとしている。
大沢伸二（おおさわ しんじ）
清芳高校野球部捕手。一真の友人。一真とともに清芳野球部を優勝させようとしている。
塚本勇次（つかもと ゆうじ）
一真のライバルで投手。故人。
柳川信男（やながわ のぶお）
強豪校、東ヶ丘工業高校の監督。一真を引き抜くため、清芳高校の野球部を潰そうとする。
池田健三（いけだ けんぞう）
清芳高校野球部員。
塚本誠吾（つかもと せいご）
塚本勇次の兄で、清芳高校野球部主将。
高槻（たかつき）
清芳高校野球部員。
天美京子（あまみ きょうこ）
清芳高校野球部監督。色気のある保健の教師で、かわいい男の子が好き。初対面から一真を誘惑してくる。野球についてはド素人。
九条隆一（くじょう りゅういち）
東ヶ丘工業高校野球部員。塚本勇次をライバル視しており、彼と互角の腕前といわれた山川一真を下そうと清芳野球部に挑む。

## 書籍情報
- 山本純二 『Merry Wind』 集英社〈ジャンプコミックス〉、全2巻
  1. 1997年9月9日発行、ISBN 4-08-872421-6
  2. 1997年11月9日発行、ISBN 4-08-872422-4